# Niculești
Niculești est une commune du județ de Dâmbovița en Roumanie.